# 7年ごとの成長記録
7年ごとの成長記録（ななねんごとのせいちょうきろく）は、NHK総合テレビ・教育テレビで1992年から7年おきに放送されている特別番組。

## 概要
13人の7年ごとの成長記録を追うドキュメンタリー。イギリス・グラナダTVの番組『7UP』の日本版として放送開始。取材対象13名の中には、歌舞伎役者の尾上松也 (2代目)も含まれていた。
2006年の21歳編は8月に家族をテーマに8人の成長記録を放送。10月に8月の再放送と合わせて、13人全員の成長記録を放送した。

## 放送リスト
| タイトル                                         | 放送日時                                                                                   |
| ------------------------------------------------ | ------------------------------------------------------------------------------------------ |
| 世界の7歳〜日本                                  | 1992年05月05日 火曜21:30-22:30（総合）                                                     |
| 14歳になりました〜子どもたち 7年ごとの成長記録〜 | 1999年08月11日 水曜20:00-21:00（総合）                                                     |
| 7年ごとの成長記録 21歳〜家族、そして私〜         | 2006年08月18日 金曜22:00-23:15（総合）                                                     |
| 7年ごとの成長記録 21歳になりました               | 2006年10月22日 日曜16:30-18:00（総合）                                                     |
| 7年ごとの記録 28歳になりました                   | 2013年08月17日 土曜24:05-25:35（教育） 完全版：2013年9月20・27日23:00 - 23:54（教育）      |
| 7年ごとの記録 35歳になりました                   | 2020年12月29日 火曜16:45-17:58（総合） 完全版：2021年2月18日・25日 木曜22:00-22:50（教育） |
| 7年ごとの記録 42歳になりました                   | 2027年                                                                                     |

## ナレーション
- 大竹しのぶ（1992年 - 2006年）
- 満島ひかり（2013年 - 2020年[1]）